# Immo (Pfalzgraf)
Pfalzgraf Immo (* um 910; † nach 977) war ein adeliger und amtierender Graf von Betuwe, Hespengau, Lüttichgau und Maasgau. Er verfügte über umfangreichen Besitz im Auel-, Betuwe-, Bonn-, Darnau-, Haspen-, Lüttich-, Maas- und Mühlgau. Zwischen 928 und Ende 938 war er Ratgeber von Herzog Giselbert von Lothringen. Zwischen 939 und 966 wechselte er mehrfach im Kampf um Lothringen die Seiten. Er unterstützte während dieser Zeit seine Verwandten, die Billunger Grafen Ekbert vom Ambergau und Wichmann II. in ihrem Kampf gegen König Otto I. 953 bis 959 war er Ratgeber von Erzbischof Brun. Während dieser Zeit stellte er sich gegen seine lothringischen Verwandten, die Reginare. Nach 966 bis mindestens Ende 977 fungierte Immo als Pfalzgraf des Herzogtums Lothringen. Er war Begründer der Grafschaft Loon. Der sächsische Annalist Widukind von Corvey berichtet in seiner Sachsengeschichte über ihn. Außerdem findet Graf Immo zwischen 939 und 966 in mehreren Regesten und Jahrbüchern Ottos I. Erwähnung, ebenso in französischen Königsregesten wie in Metzer und Gorzer Urkundenbüchern. Er ist einer der markantesten Vertreter seiner Familie – der Immonen – deren sächsische Seitenlinie als Immedinger bekannt sind.

## Leben und Wirken
Widukind von Corvey erwähnt Graf Immo 938/39 als „listigen Ratgeber Herzog Giselberts“. Graf Immo war entweder mit einer Tochter oder Nichte Herzog Giselberts verheiratet, denn nach Herzog Giselberts Tod, Anfang 939, übernahm Graf Immo dessen mächtige, uneinnehmbare Festung nahe Lüttich, den Chevremont, nachdem er Herzog Giselberts Neffen, die sich dort verschanzt hatten, durch eine List besiegt und Otto I. übergeben hatte. Außerdem trugen Nachkommen von ihm den Leitnamen „Giselbert“.
Graf Immo war eng mit den Ezzonen verwandt, wie sein umfangreicher Grundbesitz im Auelgau, im Bonngau und im Mühlgau, Amtsgaue der Ezzonen, beweist. 942 führte Graf Immo einen Aufstand lothringischer Adliger gegen die Politik König Ottos I. an. Der Bruder des Königs, Erzbischof Brun, konnte vermitteln. Anschließend verhielt sich Graf Immo überwiegend loyal gegenüber dem König. Selbst als sich auf dem Reichstag von Duisburg 945 die Mönche von Maastricht über Graf Immo, der damals im Maasgau amtierte, beschwerten, ließ ihn der König gewähren. Als Verwandter Reginars III. Langhals, Graf des Hennegaus, hielt sich Graf Immo offenbar aus den Kämpfen mit diesem 956/57 heraus, denn während Graf Reginar mit seiner Familie ins Exil nach Böhmen verbannt und seiner Grafschaft und seines Besitzes enthoben wurde, zog der König von Graf Immo nur dessen Besitz in Chastre, im Gau Dernau (spätere Grafschaft Namur) ein und schenkte ihn seinem Vasallen Tietbold.
Graf Immo bereitete mit dem Tausch von Gelmen Sint-Truiden im Jahr 966 die spätere Basis für die Grafschaft Loon. In der Urkunde geht es um einen umfangreichen Tauschhandel. Er übergibt dem Marienstift zu Aachen neben seinem Allod Curcella Lüttichgau, Erkelenz, Oestrich, Berg, Richolferod, Waßalar im Mühlgau, Linberge, Ramersdorf, Ober- und Niederdollendorf, Breitenbach, Zissendorf im Auelgau, sowie die Kirche in Düren. Im Gegenzug erhält er vom Kloster den Ort Gelmen (heute Groot-Gelmen), Teil von St. Truiden. Nach seinem Tod waren Gelmen und St. Truiden die zentralen Orte der Grafschaft Loon und befanden sich im Besitz seiner Nachkommen, der Grafen von Loon, von Heinsberg, von Rumigny. Léon Vanderkindere zitiert eine Urkunde aus 1078, in der „Ermengardis comitissa“ ihr Eigentum „allodium … apud Gelminen“, der Kirche von Saint-Barthélemy zu Lüttich schenkt. Also der gleiche Ort, den ihr Großvater, Graf Immo, 966 eingetauscht hatte.

## Besitz und Familie
Graf Immo verfügte in der Grafschaft des Ehrenfried = Ezzo über Herclinze (Erkelenz), Hostrich (Oestrich), Berge (Berg), Richolferod und Uuazzalar (Waßarlar), was fast einem Fünftel des Mühlgaus entspricht. Im Auelgau, der Grafschaft Eberhards II., ebenfalls ein Ezzone und Sohn Hermanns I., besaß Graf Immo Linberge, Rameresdorf (Ramersdorf), Dullendorf (Ober- und Niederdollendorf), Breitenbach und Zeizendorf (Zissendorf). Auch in diesem Amts-Gau der Ezzonen verfügte Graf Immo also über rund ein Viertel der Orte, die den Gau ausmachten. Diese Tatsache deutet auf enge Verwandtschaft hin. Dazu passt die bei Widukind von Corvey in seiner Sachsengeschichte festgehaltene Information, dass Graf „Immo“ Ansfried (gemeint ist Ehrenfried II.) eine seiner Töchter, „unicam filiam“, als Ehefrau anbot. Diese Tochter hatte den Namen Richwara.
Die Verwandtschaft zwischen Graf Immo und Graf Ehrenfried/Ezzo erhärten zwei Urkunden der Jahre 968 und 977. 968 ist Graf Immo, gemeinsam mit Ansfried = Ehrenfried II., Hauptzeuge einer Schenkung der französischen Königin Gerberga, Schwester Ottos I. Das Hauptgut, das mit dieser Urkunde an das Kloster zu Reims geschenkt wurde, Meerssen an der Maas, hatte Gerberga von ihrem 1. Ehemann, Herzog Giselbert von Lothringen, als Hochzeitsgut empfangen. Im Zug von Erbstreitigkeiten zwischen den Ottonen und Reginaren hatten diese Gerbergas Besitz erobert. Daraufhin hatten die Ottonen gemeinsam mit dem französischen König Ludwig IV., 2. Ehemann Gerbergas, 957 den Hennegau überrannt und das Eigentum der Königin zurückerobert. Graf Reginar und seine Familie wurden gefangen genommen, das eroberte Beutegut sowie deren gesamter Besitz konfisziert. Teile davon gingen an Graf Immo, wie die Urkunde von 966 zeigt. 968 schenkte Gerberga ihr Heiratsgut an Reims. Graf Immo war Hauptzeuge dieser Königsurkunde, als zweiter Zeuge fungierte Graf Ansfried = Ehrenfried.
Die zweite Urkunde stellte die Abtei Gorze aus. Immo beurkundete am 14. September 977 ein Grundstücksgeschäft über „Flammereshem in Wormatie“. Erster Zeuge war Graf Immo, “Immonis comitis palatii” = Pfalzgraf von Lothringen. Der als Graf Azzonis bezeichnete Zeuge ist der spätere Pfalzgraf Ezzo, Sohn Pfalzgraf Hermanns I. von Lothringen, der sein Amt Graf Immo, seinem Verwandten, verdankte.
Pfalzgraf Immo taucht in keinen späteren Urkunden mehr auf, weshalb davon auszugehen ist, dass er vor 985 starb. 985 folgten ihm seine Verwandten, die Ezzonen, im Amt, in deren Familie sich die Pfalzgrafenwürde bis 1085 erhielt. Mit Pfalzgraf Otto I. von Salm, 1125 bis 1137, kam nochmals ein entfernter Nachkomme Pfalzgraf Immos ins Amt. Die Grafen von Loon, durch die der Leitname Otto ins Haus Salm-Luxemburg gelangte, brachten noch einen Immo, Urenkel Graf Immos, hervor. Mit diesem starb 1078 der Leitname IMMO in der Familie aus, den die Immonen seit 757 ununterbrochen geführt hatten.